# Seljanec
Seljanec je naseljeno mjesto u Republici Hrvatskoj u Varaždinskoj županiji. 

## Zemljopis
Administrativno je u sastavu grada Ivanca. Naselje se proteže na površini od 4,86 km². 

## Stanovništvo
Prema popisu stanovništva iz 2001. godine u Seljancu žive 224 stanovnika i to u 46 kućanstava. Gustoća naseljenosti iznosi 46,10 st./km².
| broj stanovnika | 55    | 60    | 75    | 79    | 83    | 99    | 111   | 134   | 158   | 155   | 157   | 168   | 180   | 212   | 224   | 223   | 224   |
|                 | 1857. | 1869. | 1880. | 1890. | 1900. | 1910. | 1921. | 1931. | 1948. | 1953. | 1961. | 1971. | 1981. | 1991. | 2001. | 2011. | 2021. |